# Jesus He Knows Me
Jesus He Knows Me (с англ. — «Иисус — он меня знает») — четвёртый сингл британской рок-группы Genesis с альбома We Can’t Dance, выпущенный в июле 1992 года.

## О композиции
Песня является сатирой на такое явление как телевангелизм и была выпущена в период, когда несколько телепроповедников, таких как Роберт Тилтон, Джим Баккер, Ларри Ли и Бенни Хинн были под следствием за обещание финансового успеха для своих слушателей при условии, что они послали бы им деньги. Песня достигла № 20 в Великобритании и № 23 в США.
Песня была исполнена вживую в 1992 году во время тура «We Can’t Dance», хотя изначально её исполнение не планировалось, потому что группа думала о том, что исполнение вживую может быть воспринято как насмехательство над религией. В итоге группа решила исполнить «Jesus He Knows Me» вместо «Living Forever», которая была в сет-листе на тот момент.
В видео около 1:40 можно увидеть людей, которые держат в руках таблички с надписью «Genesis 3:25», что является не отсылкой к книге Бытия, а намёком на то, что в группе было три человека и она существовала к тому времени в течение двадцати пяти лет. (Группа образовалась в 1967 году, но видео было снято в 1992 году, хотя только Бэнкс и Резерфорд были в группе с самого начала.) Некоторые наблюдатели, не зная этого, сочли это ошибкой или шуткой, поскольку в третьей главе в книге Бытия только 24 стиха.
Клип на песню был номинирован на Brit Awards в Британском категории «видео» в 1993 году.

## Чарты
| Чарт (1992)                                | Наивысшая позиция |
| ------------------------------------------ | ----------------- |
| Australian Singles Chart                   | 56                |
| Austrian Singles Chart                     | 26                |
| Belgian Singles Chart (Flanders)           | 18                |
| Canadian Singles Chart                     | 10                |
| Dutch Singles Chart                        | 18                |
| French SNEP Singles Chart                  | 27                |
| German Singles Chart                       | 13                |
| Irish Singles Chart                        | 22                |
| New Zealand Singles Chart                  | 35                |
| Swedish Singles Chart                      | 38                |
| UK Singles Chart                           | 20                |
| US Billboard Hot 100                       | 23                |
| US Billboard Hot Adult Contemporary Tracks | 27                |
| US Billboard Hot Mainstream Rock Tracks    | 24                |
| US Billboard Top 40 Mainstream             | 12                |

| Чарт (2017)                   | Наивысшая позиция |
| ----------------------------- | ----------------- |
| Польша (ZPAV AirPlay Top 100) | 67                |